# توماس مالتوس
توماس رابرت مالتوس (به انگلیسی: Thomas Robert Malthus) ‏ (۱۴ فوریه ۱۷۶۶ – ۲۹ دسامبر ۱۸۳۴) استاد دانشگاه و اقتصاددان انگلیسی بود که تأثیر بسیار زیادی روی جمعیت‌شناسی و اقتصاد سیاسی گذاشته‌است. مالتوس به خاطر پایه‌گذاری نظریه رانت مشهور است. البته کتاب مشهوری نیز به نام اصل جمعیت نگاشته‌است و اولین بار به این موضوع اشاره کرده‌است که افزایش جمعیت راه‌حلی برای پیشرفت نیست.
وی در کمبریج به تحصیل الهیات پرداخت و پس از تکمیل تحصیلات در سال ۱۸۰۵ استاد تاریخ و اقتصاد در کالج هال بیوری گردید. مالتوس کتاب خود را تحت عنوان اصل جمعیت در سال ۱۷۹۸ و چاپ دوم و کامل آن را در سال ۱۸۰۳–۱۸۱۷ انتشار داد. مالتوس معتقد بود که موجودات زنده با سرعت سرسام‌آوری تکثیر پیدا می‌کنند و اگر قحطی و جنگ و غیره وجود نداشته باشد جمعیت به شکل تصاعد هندسی زیاد می‌شود و ممکن است در هر ۲۵ سال دو برابر گردد در حالی که وسایل ارتزاق در بهترین شرایط با یک تصاعد حسابی بالا می‌رود و لذا هر ۲۵ سال جمعیت دو برابر می‌شود و حال آنکه ازدیاد خواربار و مواد غذایی بسیار ناچیز است ولی برخی عوامل چون جنگ و قحطی می‌توانند موانع طبیعی در امر ازدیاد جمعیت باشند.

## زندگی
در ۱۴ فوریه ۱۷۶۶ نزدیک گیلفرد در ساری انگلستان زاده شد. در دانشگاه کمبریج به بررسی دانش‌های کشیشی پرداخت و پس از آسودگی از تحصیل به کار در کلیسای انگلستان مشغول شد. به سال ۱۸۰۵ به عنوان استاد تاریخ و اقتصاد سیاسی در کالج هیلیبری به کار گمارده شد. و سی سال در آن دانشگاه تا زمان مرگش باقی‌ماند. زندگی‌اش نسبتاً آرام و بی‌سروصدا بود. تا سال ۱۸۰۴، که در ۳۸ سالگی ازدواج کرد، بی‌دغدغهٔ خاطر و بی‌هیچ مسئولیت به تحقیقات اقتصادی و کار نویسندگی‌اش می‌پرداخت. وی سه فرزند داشت که از آن‌ها یک پسر و یک دختر به سن بلوغ رسیدند. او در ۱۸۳۴ درگذشت.

## فعالیت
نخستین کتاب خود را در سال ۱۷۹۸ تحت عنوان رساله‌ای دربارهٔ اصول جمعیت (به انگلیسی: Essay on The Principles of Population) به چاپ رساند. مالتوس در این رساله پیرامون اینکه جمعیت با فرایاز (تصاعد) هندسی افزایش می‌یابد و فراهم ساختن خواروبار برای ادامه زندگی با فرایاز حسابی انجام می‌شود، باورهای خویش را باز نمود. کارهای دیگر مالتوس عبارتند از:
- پژوهش دربارهٔ طبیعت و پیشرفت بازده زمین
- بنیادهای اقتصادی سیاسی
- تعاریف اقتصاد سیاسی[۵]

## نظریهٔ جمعیت
مالتوس «اصل جمعیت» مشهور خود را بدین‌ترتیب بیان می‌کند: «نیرویی که سبب ازدیاد جمعیت می‌شود از هرقدرت مادیی که در راه تولید مواد اولیه برای ادامهٔ حیات به‌کار می‌رود تواناتر است. جمعیت و نفوس هرگاه بی‌مانع باشد، به‌نسبت تصاعد هندسی افزایش می‌یابد ولی تولید قوت لایموت به‌نسبت تصاعد حسابی بالا می‌رود [...] طبیعت با دست گشاد و سخاوتمندش تخم زندگی را در قلمرو حیوان و گیاه به‌یک میزان افشانده ولی در فراهم کردن جا و مواد غذایی مورد نیاز آن‌ها امساک فراوان روا داشته‌است»
مالتوس قانون ازدیاد طبیعی نفوس را در مورد انگلستان آن زمان، که جمعیت به‌طور متوسط در هرنسل دو برابر می‌شد، مثال می‌زند و به مسألهٔ قوت لایموت (خوراک بخور و نمیر) می‌پردازد. نتیجه‌ای که می‌گیرد اینست: «با اعمال بهترین سیاست‌های ممکن و تقسیم بیشتر زمین و تشویق کشاورزانْ محصول غذایی این جزیره ممکن است در عرض ۲۵ سال دوبرابر شود. ولی در نسل بعدی مشکلات روی‌هم انباشته خواهد شد و در حالی‌که طی پنجاه سال جمعیت دوباره دوبرابر، یعنی چهاربرابر، می‌شود، ممکن نیست تصور کنیم که محصول نیز چهاربرابر شود. بیشترین محصولی که می‌توان بدان امیدوار بود اینست که در آن مدت سه‌برابر مرتبهٔ اول شود.» فرمول مالتوس را اگر با اعداد نشان دهیم، افزایش جمعیت بدین‌ترتیب: ۱-۲-۴-۸-۱۶-۳۲-۶۴-... و افزایش مواد غذایی بدین‌ترتیب ۱-۲-۳-۴-۵-۶-۷-... انجام می‌گیرد. نتیجهٔ معقول استدلال مالتوس آنست که باید به‌طور همیشگی از ازدیاد نفوس جلوگیری کرد. او چنین می‌پنداشت که اگر ابنای بشر بخواهند از بزرگ‌ترین خوشبختی‌های ممکن برخوردار شوند، نباید مسئولیت خانواده را، تا هنگامی‌که استطاعتش را ندارند، قبول کنند. آن‌ها که وسایل تشکیل خانواده را ندارند باید مجرد بمانند. سیاست دولت و پاره‌ای قوانین نیز باید طبقهٔ فقیر را از به‌دنیا آوردن کودکان بازدارد. هرنوع دستگیری، چه خصوصی چه دولتی، ناشایسته است، زیرا بدون اینکه مقدار غذای موجود را اضافه کنیم پول به‌دست فقرا داده‌ایم، و نتیجهٔ آن بالا رفتن قیمت‌ها و ایجاد بعضی کمیابی‌هاست. از جمله کارهای قابل اعتراضْ برنامه‌های ساختمانی است، زیرا جوان‌ها را به ازدواج بی‌موقع تشویق می‌کند و، بالنتیجه، موجب افزایش نفوس می‌گردد. بالا بردن سطح دستمزد نیز اثر فاجعه‌زای مشابهی دارد. تنها راه فرار از این برزخ زشتْ ازدواج دیر توأم با کف نفس یا امساک در روابط جنسی است. در حقیقت، به‌نظر مالتوس هرکوششی که در راه بهبود وضع اجتماعی و از میان برداشتن نیازمندی انجام می‌گیرد احتمالاً منتهی به افزایش پلیدی‌هایی خواهد شد که باید از میان برداشته شود. این نحوهٔ تفکر خشن و ظاهراً ضداجتماعیِ این جوان مذهبیْ نوع‌پرستان و انسان‌دوستان آن عصر و نسل‌های آینده را خشمگین ساخت و برضد او برانگیخت. با این وصف، عقاید او ازسوی طبقات ثروتمند و ذی‌نفوذ آن زمان با اشتیاق تمام پذیرفته شد، زیرا امکان داشت به‌کمک این عقاید فقر توده‌ها و سایر مشکلات اجتماعی را درعوض توزیع نابرابر ثروت به‌گردن ازدواج نابهنگام و تکثیر اولاد بیندازند. منتقدانش وی را متهم می‌کردند که از مرض و بردگی و قتل کودکان حمایت می‌کند، خیریه و ازدواج جوانان را باطل می‌شمارد و خود جسارت آن را دارد که، علیرغم موعظه‌هایش درباب پلیدی خانواده، ازدواج کند، و بهترین اعمال را مولد بیشترین صدمات می‌داند. ایرادی که اغلب علیه مکتب فلسفی مالتوس اقامه می‌کردند این بود که نظر او با سخا و نیکیی که در خالق اعظم است مغایرت دارد. این مرد روحانی را متهم می‌کردند که کتابی ضدمذهبی منتشر کرده‌است. در پاسخ، مالتوس در چاپ دوم رساله‌اش موضوع «کف نفس» را مورد تأکید قرار داد و آن را وسیلهٔ جلوگیری از ازدیاد نفوس و براندازندهٔ شرارت و بدبختی خواند.

### تأثیرات
اثر عقاید مالتوس بر روی علوم طبیعی کاملاً به قدرت اثری بود که بر روی علوم اجتماعی کرده بود. هم چارلز داروین و هم آلفرد راسل والاس اعتراف می‌کردند که پیشرفت و توسعهٔ فرضیهٔ تکامل را مدیون او هستند.
آتشی که مالتوس برافروخت هنوز فروکش نکرده‌است و منازعهٔ بین طرفداران و مخالفان وی هنوز شعله‌ور است. علی‌رغم تولید عظیم محصول در قرن جدید، صدها میلیون نفر در شرق دور و جاهای دیگر هستند که از بی‌غذایی روبه‌مرگند یا با حداقل معیشت زندگی می‌کنند؛ بنابراین، مباحثی که مالتوس در اواخر قرن هجدهم پیش کشیده بود برای حدود دو ثلث جمعیت گیتی، که از بی‌غذایی و گرسنگی و سوءتغذیه و بیماری و عدم بهداشت در رنجند، هنوز تازه و قابل‌تأمل است. حتی منتقدانی که می‌گویند نظریات مالتوس از برخی لحاظ به‌علت پیشرفت‌هایی که مالتوس پیش‌بینی نمی‌کرد غیرمعتبر گشته نیز معترفند که نتایج بزرگی از عقاید او حاصل شده‌است.

## نظریه رانت
یک نگاه رانت را یکی از سودهای مبادلات اقتصادی می‌داند و نگاه دیگر سود را چیزی مازاد بر ارزش تولید و عمدتاً آن را مالکیت زمینی که در آن کارخانه‌ای راه‌اندازی شده یا منبع طبیعی مستقر شده می‌داند. نگاه اول رانت را چیزی طبیعی و مثبت در اقتصاد قلمداد می‌کند و نگاه دوم آن را منفی و نزدیک به مفت‌خوری. نگاه اول مربوط به مالتوس و نگاه دوم مربوط به اقتصاددان معروف آن سال‌ها، دیوید ریکاردو است.
این اختلاف نظر بین این دو اقتصاددان معروف اروپا، در آن سال‌ها به جدل و مباحثه‌ای مکاتبه‌ای بدل شد، جان استوارت میل بیشتر متمایل به ریکاردو و ویلیام بلیک حامی مالتوس بود. پس از مرگ ریکاردو، عمده افراد مالتوس را بازنده آن مباحثات می‌دانستند و این موضوع منجر به منزوی شدن مالتوس شد امّا مسئله اصلی در روشن نبودن تعاریف پایه‌ای آن‌ها بود. هر دوی این اقتصاددان‌ها، آدام اسمیت را به عنوان پیشروی اصلی اقتصادی خود قبول داشتند و در بسیاری مبانی هم با یکدیگر همدل بودند امّا به نتیجه نرسیدن بحث‌های نسبتاً طولانی‌شان بیشتر به این دلیل بود که تعاریف مبنایی منطبق برهمی نداشتند. البته این صورت بندی اخیراً در بین اقتصاددان‌ها و پژوهشگران تاریخ اقتصاد رایج شده امّا در آن دوران امری نبود که واضح به نظر برسد.

## جایگاه
نقش بزرگ ربرت مالتوس در این است که پژوهش‌های جمعیت‌شناسی را در دانشهای اجتماعی وارد ساخت. پس از پژوهش‌های مالتوس و به ویژه در سده بیستم این جستار استوار گشت که جمعیت انسانی و اقتصاد دارای پیوند نزدیک به یکدیگرند و دشواریهای اقتصادی و اجتماعی بدون در نظر گرفتن دگرگونیها و نوسان‌های جمعیت و افزایش و کاهش آن حل و فصل نمی‌شود.